# Ricardo III (filme de 1955)
Ricardo III (Richard III, no original em inglês) é um filme britânico de 1955, do gênero drama, dirigido por Laurence Olivier e estrelado por Laurence Olivier e John Gielgud.

## Produção
Saudado como talvez o maior ator clássico e maior intérprete de William Shakespeare de seu tempo, Laurence Olivier atuou e simultaneamente dirigiu três adaptações de peças do bardo de Stratford-upon-Avon. Ricardo III fechou o trio, sucedendo a Henry V e Hamlet.
Dentre as três produções, Ricardo III é a que recebeu menos atenção da Academia. Foi indicada em apenas uma categoria (Melhor Ator), enquanto Henry V recebeu quatro indicações e Hamlet, sete (tendo vencido em quatro). Foi, entretanto, largamente premiada em diversas partes do mundo.
O filme foi distribuído nos Estados Unidos pela Lopert Film Corporation, uma companhia associada à United Artists.
Ken Wlaschin listou-o como um dos dez melhores trabalhos da carreira de Laurence Olivier no cinema.

## Sinopse
Depois de colocar o irmão Eduardo no trono da Inglaterra, Ricardo agora o quer para si. Para tanto, desenvolve um plano onde não faltam a manipulação, a fraude e o assassinato. As consequências, todavia, são trágicas.

## Principais premiações
| Patrocinador                                            | Prêmio        | Categoria                                                                             | Situação       |
| ------------------------------------------------------- | ------------- | ------------------------------------------------------------------------------------- | -------------- |
| Academia de Artes e Ciências Cinematográficas           | Oscar         | Melhor Ator (Laurence Olivier)                                                        | Indicado       |
| British Academy of Film and Television Arts             | BAFTA Award   | Melhor Filme em Geral Melhor Filme Britânico Melhor Ator Britânico (Laurence Olivier) | Vencedor       |
| Associação de Correspondentes Estrangeiros de Hollywood | Golden Globe  | Melhor Filme Estrangeiro Falado em Ingês                                              | Vencedor       |
| National Board of Review                                | NBR Award     | Melhores Filmes Estangeiros                                                           | Incluído       |
| New York Film Critics Circle Awards                     | NYFCC         | Melhor Ator (Laurence Olivier)                                                        | Terceiro Lugar |
| Festival de Berlim                                      | Urso de Prata | Prêmio Internacional                                                                  | Vencedor       |
| Academia Italiana de Cinema                             | David         | Melhor Produção Estrangeira Melhor Ator Estrangeiro (Laurence Olivier)                | Vencedor       |
| Sociedade Filmiaura                                     | Jussi         | Melhor Ator Estrangeiro (Laurence Olivier)                                            | Vencedor       |

## Elenco
| Ator/Atriz           | Personagem                             |
| -------------------- | -------------------------------------- |
| Laurence Olivier     | Ricardo III                            |
| John Gielgud         | Jorge, Duque de Clarence               |
| Sir Cedric Hardwicke | Rei Eduardo IV                         |
| Nicholas Hannen      | Arcebispo da Cantuária                 |
| Claire Bloom         | Lady Ana Neville                       |
| Ralph Richardson     | Henrique Stafford, Duque de Buckingham |
| Alec Clunes          | Tomás, Lorde Hastings                  |
| Mary Kerridge        | Rainha Elizabete                       |
| Stanley Baker        | Henrique Tudor, Duque de Richmond      |
| Pamela Brown         | Jane Shore                             |
| Paul Huston          | Eduardo, Príncipe de Gales             |